# Rubus pervagus
Rubus pervagus är en rosväxtart som beskrevs av Henri L. Sudre. Rubus pervagus ingår i släktet rubusar, och familjen rosväxter.

## Underarter
Arten delas in i följande underarter:
- R. p. fucatus
- R. p. repentinus
- R. p. oligadenes